# John Roebling

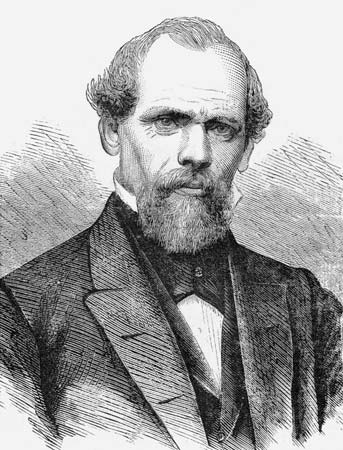
John A. Roebling

John Augustus Roebling (Mühlhausen (Thüringen), 12 juni 1806 – New York, 22 juli 1869) was een Duits-Amerikaans civiel ingenieur. Hij ontwierp onder meer de Brooklyn Bridge in New York.

## Jeugd
Roebling werd geboren als Johann August Röbling. Hij was de jongste zoon van Christoph Polycarpus Roebling en Friederike Dorothea Mueller. Als klein kind hield Roebling van muziek maken met een fluit en de piano. Hij genoot ervan om naar Bach te luisteren of de poëzie van Goethe. Roebling had ook een groot artistiek talent, en schilderde veel. Toen hij negen jaar oud was, bouwde hij een model van een brug, en later werd opgemerkt dat deze brug leek op de Brooklyn Bridge. 
Roebling groeide op in een tijd waarin oudere leerlingen uniformen aandeden, een musket over hun schouder, en wegmarcheerden om tegen Napoleon en zijn leger te vechten.
Als klein kind ging hij naar de openbare scholen van Mühlhausen, daarna naar het stadsgymnasium. Op 14-jarige leeftijd haalde hij al het examen voor de titel "Baumeister", op een school in Erfurt. Zijn moeder verzekerde hem van een plaats in het Koninklijk Polytechnisch Instituut in Berlijn waar hij architectuur studeerde, maar ook talen, filosofie en hydraulica onder Eytelwein. Hij studeerde af als civiel ingenieur in 1826. Hij was een leerling van Georg Hegel. Nadat hij afgestuurd was werkte hij drie jaar voor de staat. De meeste tijd daarvan heeft hij doorgebracht met hij bouwen van een weg in Westfalen.

## Carrière
John Roebling had geen beter tijdstip kunnen bedenken om te arriveren in de Verenigde Staten. Eén jaar voordat hij aankwam had president Andrew Jackson bijna $100 miljoen toegezegd aan bouwkundige projecten, waaronder het bouwen van wegen, sporen en kanalen. De grens schoof steeds meer naar het westen op, en er moest transport naar de westelijke grens komen. 
Roeblings eerste opdracht in de V.S. was om de riviernavigatie en kanaalbouw te verbeteren. In 1840 bood hij zijn hulp aan de ontwerper Charles Ellet voor een brug nabij Philadelphia. In 1841, in zijn werkplaats in Saxonburg, begon hij de staalkabel te produceren.
In die tijd werden schuiten van Philadelphia over het Alleghenygebergte op spoorwagons naar de andere kant van de bergen gesleept zodat de boten verder naar Pittsburgh konden varen. Deze wagons werden over de hellingen getrokken door dikke hennepkabel tot 23 centimeter (9 duimen) dik. Deze kabel versleet en raakte uiteindelijk uitgeput. Wanneer de kabels braken tijdens het naar boven trekken of laten zaken dan stortten de wagons ongecontroleerd naar de voet van de helling met grote schade tot gevolg. Nadat Roebling dit had gezien herinnerde hij zich een artikel in een Duits tijdschrift over staalkabel. Spoedig daarna begon hij een staalkabel te ontwikkelen, die uit bundels van draad rond een binnenkern bestond, om een strak vastgebonden bundel van kabel. Deze staalkabel werd gebruikt in elk van de hangbruggen die hij ontwierp.

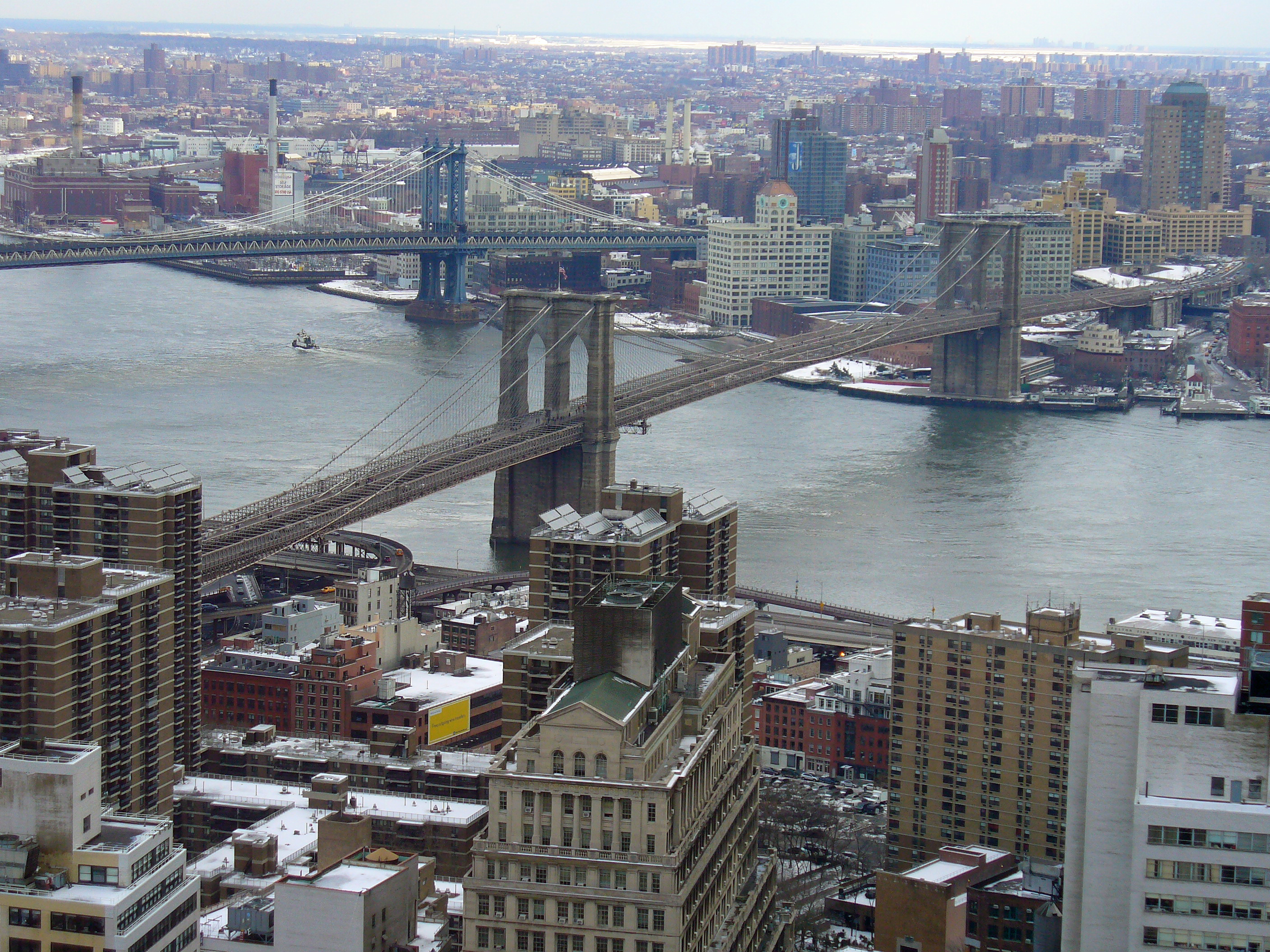
Brooklyn Bridge, New York

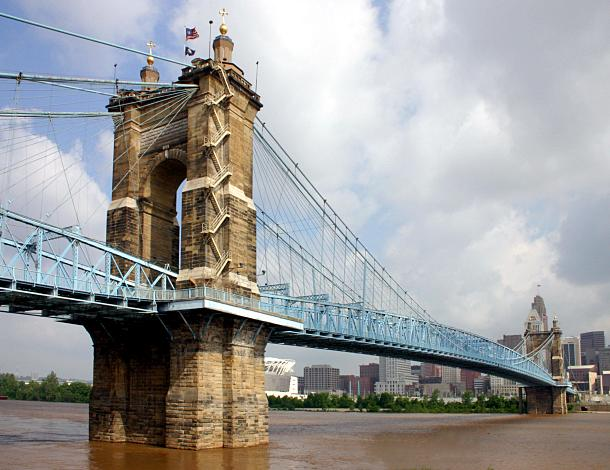
John A. Roebling Suspension Bridge, Cincinnati

Hij was gefascineerd met het idee van hangbruggen sinds zijn universiteitsdagen, en had zijn thesis geschreven over het onderwerp. In 1844 kreeg Roebling de gunning op de aanbesteding om het houten kanaalaquaduct over de rivier de Allegheny te vervangen. Zijn ontwerp omvatte zeven spanwijdten van 163 voet, die elk uit een houten boomstam bestaat om het water dat door een ononderbroken staalkabel wordt gesteund aan elke kant te houden.
Dit had tot gevolg dat in 1845 Roebling een hangbrug over de rivier de Monongahela in Pittsburgh mocht bouwen. In 1848, ondernam Roebling de bouw van vier hangaquaducten over het Delaware-Hudsonkanaal. 
Het volgende project van Roebling, dat in 1851 begon, was een spoorwegbrug die de Centrale en Grote Westelijke Spoorweg van New York naar Canada over de rivier de Niagara verbond. De bouw zou vier jaar vergen. De brug, met een spanwijdte van 825 voet, werd gesteund door vier staalkabels, en had twee niveaus, voor voertuigen en voor spoorverkeer. Terwijl de brug over de Niagara werd gebouwd, begon Roebling met een andere brug van de spoorweg, over de rivier de Kentucky op de Zuidelijke Spoorweg van Cincinnati naar Chattanooga, die een spanwijdte van 1 224 voet vereiste. De ankerplaats en de stenen torens werden voltooid, en de kabeldraad en het materiaal voor de bovenbouw waren al geleverd, toen het spoorwegbedrijf failliet ging: de brug werd onafgewerkt verlaten. 
In 1858 begon Roebling met een andere hangbrug in Pittsburgh, van 1 030 voet, die verdeeld wordt die in twee spanwijdten van 344 voet, en twee zijspanwijdten van elk 171 voet. De uitbarsting van de Amerikaanse Burgeroorlog bracht een tijdelijke halt aan het werk van Roebling. Maar tijdens de oorlog, in 1863, hervatte hij de bouw van een brug over de Ohio in Cincinnati waaraan hij in 1856 was begonnen en die door problemen met de financiering werd tegengehouden; de brug werd voltooid in 1867. De Brug Cincinnati-Covington, die later naar hem de John A. Roebling Suspension Brug zou worden genoemd, zou de langste hangbrug van de wereld zijn totdat de Brooklyn bridge voltooid werd.
In 1867 begon Roebling met het ontwerpen van de Brooklyn Bridge. Hij hield toezicht op de aanvankelijke bouw toen zijn voet door een veerboot werd verpletterd. Zijn verwonde tenen werden geamputeerd. Hij weigerde medische behandeling en wilde zijn voet door "watertherapie" genezen (het ononderbroken gieten van water over de wond). Terwijl hij in het ziekenhuis lag, eiste Roebling op de hoogte te worden gehouden van de vooruitgang van zijn grootste werk. Toen zijn situatie verergerde, hielp hij nog ter plekke problemen op te lossen. Zestien dagen later stierf hij aan tetanus.
Na Roeblings dood in 1869 voltooide zijn zoon Washington Roebling de Brooklyn Bridge.

## Projecten
- 1844 Allegheny Aquaduct Bridge Pittsburgh, PA, 162 voet spanwijdte
- 1846 Smithfield Street Bridge Pittsburgh, PA, 188 voet spanwijdte
- 1848 Lackawaxen Aquaduct twee spanwijdten van elk 115 voet, en twee 18 cm Ø kabels.
- 1849 Roebling's Delaware Aquaduct 4 spanwijdten van elk 134 voet, en twee 20 cm Ø kabels.
- 1850 High Falls Aquaduct 1 spanwijdte van 145 feet, en twee 215 mm (8½-inch) kabels D & H Canal Museum
- 1850 Neversink Aquaduct 1 spanwijdte van 170 feet, en twee 215 mm (8½-inch) kabels
- 1854 Niagara Falls Suspension Bridge New York-Canada 821 voet spanwijdte
- 1859 Allegheny Bridge Pittsburgh, PA, 344 voet spanwijdte
- 1867 John A. Roebling Suspension Bridge – over de rivier de Ohio, 1 000 voet lang met een dek van 100 voet
- 1869 Waco Suspension Bridge 475 voet spanwijdte Waco, Texas
- 1883 Brooklyn Bridge NYC-Brooklyn, N.Y. 1595 voet spanwijdte
- 1892 Androscoggin Pedestrian Swinging Bridge tussen Topsham, Maine, en Brunswick, Maine.